# Études (revue)
Pour les articles homonymes, voir Étude.
Études (avec la graphie Étvdes) est une revue mensuelle française catholique de culture contemporaine fondée par la Compagnie de Jésus en 1856.
Dirigée par des jésuites depuis ses origines, elle est dirigée depuis 2013 par François Euvé.

## Histoire
La revue Études est fondée en 1856 à Paris par Jean-Xavier Gagarine, jésuite spécialiste de théologie orientale, aidé de deux jésuites russes convertis, comme lui, Jean Martinov et Eugène Balabine, ainsi que par Charles Daniel sous le nom original d’Études de théologie, de philosophie et d'histoire. Le projet initial de la revue est d'éclairer les catholiques français sur les questions orientales ; cependant, la ligne éditoriale évolue substantiellement lorsque la revue est reprise par les jésuites français qui en élargissent l'ambition en s'intéressant à des problématiques d'actualités concernant l'ensemble du monde et non plus le seul Orient. En 1862 le titre est modifié et devient  "Études religieuses, historiques et littéraires" , à partir de 1872 il change à nouveau : Études religieuses, philosophiques,  historiques et littéraires ; en 1897 Étvdes est le nouveau titre, toujours actuel.
À partir de 1919, le nouveau directeur de la revue, le père du Passage, donne un tournant décisif à la revue, en choisissant de s'adresser désormais à un « public laïc cultivé ». La publication est interrompue de juin 1940 à décembre 1944.
En 1937, Études absorbe la revue catholique Le Correspondant.

## Positionnement
Études a suivi les évolutions de l'Église catholique en France au cours des XIXe et XXe siècles, et tient toujours une place importante dans la vie intellectuelle. Son audience dépasse le seul monde catholique et la revue participe aux grands débats publics. Elle bénéficie du soutien de l'Association pour la diffusion de la pensée française et du Centre national du livre.
Son positionnement politique, moral et religieux face aux enjeux du temps, comme le PACS, est complexe et traduit, selon M. Lauterwein, une liberté « plus d'aventure que d'affirmation » ainsi qu'une « morale de l'équilibriste ».

## La publication
Chaque numéro est composé d'un éditorial suivi de huit articles de fond, répartis en quatre grandes rubriques : International, Société, Religion, Culture. Depuis 2014, la revue propose également des chroniques pour certaines de ces rubriques : ainsi, la chronique Religion a été tenue par François Cassingena-Trévedy et l'est désormais par Anne Lécu ; La rubrique Internationale est confiée à Thomas Gomart et la chronique Société à Jean-Philippe Pierron. La dernière partie de la revue, intitulée « Carnets » est consacrée à l'actualité culturelle, avec des critiques d'expositions, de films et la recension d'une quarantaine d'ouvrages. Une chronique Culture est tenue par Emmanuel Godo. Les recensions d’Études se caractérisent par leur brièveté et la grande diversité de leurs contributeurs.
Alors que les « Carnets » sont mis à disposition gratuitement sur le site de la revue, les articles de fond sont, quant à eux, réservés aux abonnés. 
Études publie également un hors-série thématique annuel regroupant différents articles publiés au cours de l'année dans les différents numéros.

## Rédaction

### Rédacteurs en chef
- François de Scorraille et Henri Ramière
- Joseph Brucker (1897-1900)
- Léonce de Grandmaison (1908-1919)
- Henri du Passage (1919-1935)
- Louis Jalabert (1939-1940)
- René d'Ouince (1935-1939, puis 1945-1952)
- Jean Villain (1952-1957)
- Maurice Giuliani (1961-1965)[11]
- Jean-Marie Leblond (1957-1961)
- Bruno Ribes (1965-1975)[12]
- André Masse (1975-1981)
- Paul Valadier (1981-1989)
- Jean-Yves Calvez (1989-1995)
- Henri Madelin (1995-2004)
- Pierre de Charentenay (2004-2012) [13]
- François Euvé (depuis 2013)[14]

### Comité de rédaction
Le rédacteur en chef, toujours un jésuite, est entouré d'un comité de rédaction composé de non-religieux, provenant d'horizons différents au sein de la société (universitaires, hauts-fonctionnaires, journalistes, etc.). En ont ainsi été membres : Jean-Michel Belorgey, Jean-Luc Pouthier, Claude Sales, Guy Petitdemange.... En sont membres aujourd'hui: Guillaume Cuchet, Cécile Ezvan, Jean-Marc Ferry, Foucauld Giuliani, Thomas Gomart, Etienne Klein, Joseph Maïla, Élodie Maurot, Mazarine Pingeot, Bruno Saintôt et Valentine Zuber.

### Conseillers thématiques
- Violaine Anger
- Monique Baujard
- Hugo Billard
- Dorothée Browaeys
- Guilhem Causse
- Pierre-Louis Choquet
- Erwan Chauty
- Franck Damour
- Laurence Devillairs
- Joël Dolbeault
- Dalibor Frioux
- François Gaulme
- Patrick Goujon
- Étienne Grieu
- Elena Lasida
- Jean-Pierre Lesage
- Stéphane Loiseau
- Odile de Loisy
- Véronique Margron
- Laurence Nardon
- Étienne Perrot
- Cécile Renouard
- Kathy Rousselet
- Nicolas Roussellier
- Christoph Theobald
- Charlotte Thomas
- Patrick Verspieren
- Agata Zielinski

## Numérisation
À la suite d'un partenariat avec la bibliothèque en ligne Gallica , les numéros des années 1857 à 2000 ont été numérisés et sont accessibles dans leur intégralité sur le portail internet de la BNF. Les publications ultérieures de la revue sont disponibles en intégralité sur le site de sciences humaines Cairn.